# Les Pendus de Bagdad
Les Pendus de Bagdad est le 14e  roman de la série SAS, écrit par Gérard de Villiers et publié chez Plon / Presses de la Cité au 2e trimestre 1969. Comme tous les romans de la série SAS publiés à la fin des années 1960, le roman a été publié à 250 000 exemplaires lors de sa sortie en librairie.
L'action se déroule à Bagdad courant 1969, alors que le régime politique bascule entre la fin de la période postcoloniale et le début de la dictature de Saddam Hussein. Le roman évoque ainsi la dictature irakienne et la rébellion kurde dans le Kurdistan irakien.
Un agent de la CIA croupit dans la prison irakienne de Bakouba, attendant son exécution par pendaison. La CIA, qui veut le sauver, envoie Malko Linge à cet effet.

## Publications et notoriété du roman
Dans le numéro de juillet-août 2014 de la Revue des Deux Mondes dont le titre est « G. de Villiers : enquête sur un phénomène français », il est précisé sous la plume de Serge Brussolo, en page 79 de la revue, que « (…) à la fin des années 1960, la vente moyenne d'un SAS tournait autour des 250 000 exemplaires. Gérard de Villiers en écrivait quatre par an. Ce à quoi s'ajoutaient les rééditions continuelles des anciens titres. Au bas mot, plus d'un million de volumes vendus chaque année à un public englobant des couches socioprofessionnelles allant de l'ouvrier métallurgiste au cadre supérieur. Aujourd'hui, en ces temps de grande misère éditoriale, de tels chiffres font rêver. »
Dans son essai consacré à la biographie de Gérard de Villiers et aux romans de la série SAS, Benoît Franquebalme indique le succès grandissant des romans dans le public.
Ainsi dès 1967, les ventes sont de 100 000 exemplaires par tome (soit 400 000 exemplaires par an).
À partir de 1976 et dans les années qui suivent, les romans sont tirés à 550 000 exemplaires le premier jour de la parution.

## Personnages

### Américains et alliés
- Malko Linge : héros du roman, Autrichien, agent contractuel de la CIA.
- Victor Rubin : agent de la CIA détenu à Bagdad.
- Ted Heimof : chef de l'antenne de la CIA à Beyrouth.
- Dr Shawol : honorable correspondant de la CIA à Bagdad.
- Michèle :
- Ian Smith : aviateur.

### Irakiens
- Djemal Talami :
- Abdul Akmat : colonel de l'armée irakienne.
- Gulé : femme kurde, « la panthère noire ».
- Latif Okeili : général de l'armée irakienne.
- Amal Choukri :
- Leila :

## Résumé

### Début du roman
L'agent de la CIA Victor Rubin croupit dans la prison irakienne de Bakouba. Il attend son exécution par pendaison. La CIA veut tout mettre en œuvre pour le sauver. Malko Linge accepte cette mission « humanitaire » et se rend à Bagdad sous la couverture d'un journaliste autrichien. Il est confronté à une société irakienne bipolaire : les terrorisés par le régime et les suppôts du régime. Les actualités télévisées irakiennes montrent fréquemment les hommes pendus pour « sionisme » ou « sabotage ». Il en est de même d'affiches de propagande. La pendaison est le mode normal de mise en œuvre des exécutions. La CIA a remis à Malko deux noms de contacts locaux à activer. Il commence par activer un premier contact : le Dr Shawol est juif et persécuté. Mais l'homme tremble de peur à l'idée de se faire remarquer de la police politique et Malko comprend que le médecin ne pourra pas l'aider à faire évader Rubin. 

### Aventures
Puis Malko contacte le colonel Abdul Akmat sur qui la CIA dispose d'informations compromettantes. L'homme est terrifié à l'idée d'aider la CIA et préfère se suicider plutôt que d'être dénoncé par l'agence américaine au gouvernement irakien. Les deux contacts donnés par la CIA se révèlent inexploitables. Malko décide de faire appel aux Kurdes, seule force d'opposition au régime irakien.
Grâce à une personnalité de la très haute-bourgeoisie de Bagdad, Djemal Talami, Malko rencontre des Kurdes et notamment Gulé. La jeune femme a reçu le surnom de « panthère noire » en raison de sa férocité et de sa capacité au commandement. La guerrière accepte d'attaquer la prison de Bakouba à condition que la CIA lui livre des armes. Malko accepte et, par l'intermédiaire d'une Française (Michèle), il fait transmettre un message à Ted Heimof, chef de l'antenne de la CIA à Beyrouth, pour détailler les exigences des Kurdes. Malko est gardé sous l'étroite surveillance des hommes de Gulé pendant deux semaines. La CIA accepte la livraison des armes et les livre secrètement aux Kurdes. Gulé indique à Malko qu'elle accepte l'attaque de la prison. Comment faire pour savoir quand Rubin doit être extrait de sa cellule pour être exécuté ? Malko a une liaison avec Amal Choukri, une jeune irakienne travaillant à la radio nationale. Elle travaille lors de la tranche horaire matinale et est au courant avant tout le monde des exécutions prochaines. Étant tombée amoureuse de Malko, elle accepte de faire diffuser l'hymne du parti Baas le jour de l'exécution de Victor Rubin. Cet hymne doit être passé sur 45 tours au lieu du 33 tours. 
Mais le contre-espionnage du régime irakien, dirigé par le général Latif Okeili, a remarqué les agissements de Malko (toutefois sans rien connaître l'accord de l'agent secret avec Amal). Si durant les premières semaines les rapports de filature ne donnaient aucun résultat, il paraît maintenant évident au général Okeili que Malko est venu en Irak pour agir contre le gouvernement. Il fait donc arrêter Malko et Djemal Talami. Tous deux sont donc incarcérés puis torturés pendant plusieurs jours avec un moyen rudimentaire mais efficace. Ils sont attachés aux pales d'un ventilateur fixé au plafond et restent des heures entières à tourner en arc-de-cercle en suivant le déplacement des pales du ventilateur, les pieds en haut et la tête en bas. Mais les deux hommes ne « parlent pas ». À l'issue d'une parodie de procès, ils sont peu après condamnés à mort par un tribunal militaire pour espionnage et sabotage. 
Leila, une amie d'Amal, est suspectée d'avoir aidé Malko à obtenir des renseignements. Elle est arrêtée par le parti Baas. Son amant, un officier des services secrets, craint qu'elle ne le compromette ou l'accuse en avouant n'importe quoi. Il se montre alors encore plus violent que les agents du Baas. Invoquant sa qualité d'officier, il la torture pour « la faire avouer », et en fin de compte la tue en l'attachant au parechoc arrière de la voiture et en traînant son corps ligoté sur plusieurs kilomètres. 
Quelques jours après, très tôt le matin, Amal Choukri a connaissance que des exécutions sont imminentes. Comme convenu avec Malko, elle diffuse sur les ondes l'hymne du parti Baas sur 45 tours au lieu du 33 tours. Cette diffusion est interceptée par la CIA. Un avion affrété par l'Agence, piloté par Ian Smith, attaque la prison de Baakouba. Les Kurdes attaquent la prison en même temps. Malko et Victor Rubin sont libérés in extremis, mais Djemal Talami a déjà été exécuté par pendaison. 

### Dénouement du roman
À l'issue d'une course-poursuite, les Kurdes et les prisonniers libérés parviennent à rejoindre le Kurdistan irakien. Malko et ses camarades doivent se cacher dans un camion qui transporte des poissons vivants dans une piscine intérieure. Munis d'une sarbacane, ils sont cachés sous l'eau et respirent par la sarbacane chaque fois qu'une patrouille irakienne est signalée. Malko et Rubin sont amenés à la frontière iranienne (l'Iran est alors un grand allié des États-Unis). Gulé est tombée amoureuse de Malko et souhaiterait qu'il reste au Kurdistan avec elle. Malgré ses demandes pressantes il décide de quitter le pays. Malko et Rubin franchissent la frontière sans incident.

## Autour du roman
- Malko avait déjà été condamné à mort dans SAS broie du noir (1967).
- Gulé sera citée dans le roman Des armes pour Khartoum (1981).